# Masia de Molla
La Masia de Molla és un edifici agrícola fortificat situat al  terme municipal de Llíria (València). És bé d'interès cultural amb número 46.11.147-027 per declaració genèrica.